# Yu Quan
Gli Yu Quan (caratteri cinesi: 羽泉; pinyin: Yǔ Quán) sono un duo soft rock cinese, fondato nel giugno del 1998 da Chen Yufan e Hu Haiquan, provenienti rispettivamente da Pechino e Shenyang.
Entrambi i membri sono nati nel 1975, e nel 1999 hanno firmato un contratto con l'etichetta discografica taiwanese Rock Records. Da allora il duo ha pubblicato un totale di sette album, ed è stato accolto con favore dal pubblico e dalla critica soprattutto nella Cina continentale.
Nel 2008 hanno partecipato, insieme a decine di altri artisti provenienti da ogni regione della Cina, alla canzone tema per le Olimpiadi di Pechino 2008, Beijing Huanying Ni.